# Тигров питон
Тигровият питон (Python molurus), още цейлонски, индийски или светъл тигров питон, е голяма неотровна змия от семейство Питонови, срещана в много тропически и субтропически региони на Южна и Югоизточна Азия. На английски видът е известен като черноопашат питон, индийски скален питон и азиатски скален питон.

## Географско разпространение и хабитат
Този вид се среща в Индия, южен Непал, Пакистан, Шри Ланка, Бутан, Бангладеш, и се предполага наличието му и в северната част на Мианмар.
Тигровият питон обитава разнообразни хабитати, включително тревисти и блатисти местности, скалисти подножия, гори и открити местности в джунглата, речни долини. Този вид змии се нуждаят от постоянен водоизточник в хабитата си. Понякога могат да бъдат открити в изоставени леговища на бозайници, дупки в дърветата, сред гъсти водни тръстики и горички от мангрово дърво.

## Физическо описание
Цветовата шарка е по-белезникава или по-жълтеникава с петна, вариращи от златисто до тъмно кафяво. Окраската варира в зависимост от терена на обитавания хабитат. Екземплярите от хълмистите гори на Западните Гхати и Асам са по-тъмни, докато тези населяващи платото Декан и Източния бряг обикновено са по-светли.
В Пакистан видът традиционно достига дължина от 2,4-3 m. В Индия видът достига средна дължина до 3 m. Тези измервания намират подкрепа в изследване от 1990 г. на Националния парк Кеоладео, при което 25% от регистрираната популация на питони имала средна дължина 2,7-3,3 m. При проучването само два екземпляра достигнали дължина от 3,6 m. Най-дългият научно регистриран индивид от вида, с произход Пакистан, е с дължина от 4,6 m и тегло от 52 кг.

## Поведение
Летаргични и бавноподвижни дори и в естествения си хабитат, тези змии проявяват плах нрав и рядко атакуват, дори и когато самите те биват атакувани. Придвижват се обикновено по права линия. Добри плувци са и се чувстват добре във водата. Ако е необходимо могат да прекарат под водата в продължение на много минути, но обикновено предпочитат да се намират в близост до брега.

## Хранене
Цейлонските тигрови питони са хищници, хранят се безразборно с бозайници, птици и други влечуги, но имат склонност да предпочитат бозайниците. Предизвикана към действие при вида на плячка, змията приближава с вибрираща опашка и нанася удар с отворена уста. Убива живата си плячка чрез задушаване, като се омотава плътно около нея веднъж или два пъти. След обилно нахранване този вид змия не е предразположен към движение, тъй като по-твърдите части от погълнатата плячка могат да пронижат отвътре тялото ѝ. Затова в случаите, когато бива обезпокоена след хранене, змията повръща погълнатото, за да избяга от потенциалните си врагове. След обилно нахранване индивидът може да не приема храна в продължение на седмици, като най-дългият регистриран период е 2 години.
Тигровият питон може да погълне плячка дори по-голяма от диаметъра на змията, тъй като костите на горната и долната ѝ челюст не са свързани помежду си и могат да се разкачат. Плячката не може да избяга от захапката на змията, тъй като зъбите ѝ са извити навътре.

## Размножаване
Цейлонският тигров питон е яйценосно животно, женската снася до 100 яйца и се грижи за тях до излюпването. Изследванията показват, че този вид змии е способен да повиши телесната си температура над температурата на средата, извършвайки мускулни контракции. Малките се излюпват с дължина от 45-60 cm и порастват бързо.

## Природозащитен статут
Този вид змии са чест обект на преследване заради фината си кожа и по тази причина са обявени за застрашени. Частично защитени са от местните власти в Тамил Наду. В Керала и Тамил Наду месото на цейлонския тигров питон се цени от местните жители, като за мазнината се смята, че има лечебна сила.
Видът се класифицира в категорията нисък риск/почти застрашен в Червения списък на световнозастрашените видове (v2.3, 1996) на Международния съюз за защита на природата. Тази класификация е индикатор, че видът може да бъде застрашен от изчезване и популацията му се нуждае от регулярно преразглеждане.

## Галерия
- Екземпляр с ясно очертани шарки по тялото
- P. m. molurus в Националния парк Кеоладео, Индия
- Глава на тигров питон
- P. m. molurus поглъща еленче в Национален парк Мудумалай
- P. m. molurus се пече на слънце пред дупката си в Национален парк Кеоладео, Индия